# Лендава (община)
Община Лендава (словен. Občina Lendava) — одна з общин Словенії. Адміністративним центром є місто Лендава.

## Населення
У 2011 році в общині проживало 10979 осіб, 5296 чоловіків і 5683 жінок. Чисельність економічно активного населення (за місцем проживання), 4088 осіб. Середня щомісячна чиста заробітна плата одного працівника (EUR), 884,69 (в середньому по Словенії 987.39). Приблизно кожен другий житель у громаді має автомобіль (49 автомобілі на 100 жителів). Середній вік жителів склав 44,9 роки (в середньому по Словенії 41.8). 